# Belgen in het Chinese voetbal
Belgen in het Chinese voetbal geeft een overzicht van Belgen die een contract hebben (gehad) bij Chinese voetbalclubs uit de hoogste drie divisies.

## Voetballers
| Naam              | Club                    | Van  | Tot   | Opmerkingen |
| ----------------- | ----------------------- | ---- | ----- | ----------- |
| Yannick Carrasco  | Dalian Yifang           | 2018 | 2020  |             |
| Xavier Chen       | Guizhou Renhe           | 2013 | 2015  |             |
| Harold Deglas     | Chengdu Wuniu           | 1997 | 1998  |             |
| Mousa Dembélé     | Guangzhou R&F FC        | 2019 | heden |             |
| Marouane Fellaini | Shandong Luneng Taishan | 2019 | heden |             |
| Kevin Oris        | Liaoning FC             | 2014 | 2014  |             |
| Axel Witsel       | Tianjin Quanjian FC     | 2017 | 2018  |             |

## Overige functies
| Naam                     | Club             | Van  | Tot  | Opmerkingen   |
| ------------------------ | ---------------- | ---- | ---- | ------------- |
| Patrick De Wilde         | Hunan Billows FC | 2017 | 2017 | trainer       |
| Matthias De Baerdemaeker | Shanghai SIPG    | 2021 | 2022 | fysiektrainer |